# 大林辰蔵
大林 辰蔵（おおばやし たつぞう、1926年4月10日 - 1992年2月19日）は、日本の物理学者（宇宙物理学）。国産ロケット、人工衛星の開発と打ち上げに尽力した。

## 生涯
和歌山県出身。
東京大学理学部卒業後、郵政省電波研究所に入る。1961年京都大学工学部教授、1966年東京大学教授、1981年文部省宇宙科学研究所教授。1990年退官し、東京大学名誉教授、宇宙科学研究所名誉教授。1976年東レ科学技術賞受賞。
1992年2月19日、急性心不全により65歳で死去。

## 著書
- 『宇宙空間物理学』（裳華房、物理科学選書） 1970
- 『ひらかれる宇宙の神秘』（学陽書房、21世紀の科学） 1976
- 『地球非常事態宣言 - 最先端科学が明かす恐るべき報告』（青春出版社、プレイブックス） 1980
- 『NASA方式による危機管理学 - あらゆる危機を解決する「What if」発想の秘密』（ロングセラーズ、ムックの本） 1983
- 『壮大,希有,そして緻密 宇宙科学の発想 - ビジネスで三歩リードする本』（潮出版社、ドンキーブックス） 1983
- 『宇宙をめざして - スペース・コロニーの建設』（同文書院、DBS cosmos library - earth science） 1984
- 『スペースシャトルと宇宙基地』（ポプラ社、ポプラ社の天文シリーズ） 1984
- 『宇宙に夢中』（リクルート） 1985、のち福武文庫 1992
- 『サイエンス・ショック 90年代技術からの発想』（光文社、カッパ・ビジネス） 1985
- 『宇宙からの発想 - ビッグバンからスペース・コロニーまで』（PHP研究所） 1987
- 『生物学教育講座 地球を囲む生物圏』（東海大学出版会）

### 共著
- 『宇宙へのさすらい』（学生社、科学随筆文庫） 1979
- 『写真集 探査 - 太陽と惑星群』（共立出版） 1980
- 『SFと宇宙』（福武書店、サイエンス・アイ） 1983

### 編著
- 『現代の太陽系科学』上・下（東京大学出版会） 1984

## 翻訳
- 『宇宙の実験室』（リーランド・ベリュ、朝倉書店） 1974
- 『宇宙2025年』（パトリック・ムーア、日刊工業新聞） 1978

## 監修
- 「アシモフ博士の宇宙探検シリーズ」（小原隆博訳、福武書店）

1. 『わたしたちの太陽系』 1989
2. 『彗星は恐竜をほろぼしたのか』 1989
3. 『星座をさがそう』  1989
4. 『地球 - わたしたちの惑星』 1989
5. 『宇宙のはじまり』 1989
6. 『ロケットと人工衛星』 1989
7. 『太陽 - わたしたちの星』 1990
8. 『宇宙の新しい発見 - クエーサー・パルサー・ブラックホール』 1990
9. 『月 - 地球の衛星』 1990
10. 『天の川と銀河系』 1990
11. 『火星 - 神秘の惑星』 1990
12. 『UFOをさがせ』 1990
13. 『天王星 - かたむいた惑星』 1990
14. 『天文学の歴史』 1990
15. 『土星 - 輪のある惑星』 1990
16. 『小惑星のふしぎ』 1990
17. 『木星 - 巨大な惑星』 1990
18. 『星の一生を追え』 1990
19. 『水星 - 太陽に近い惑星』 1990
20. 『彗星と流星』 1990
21. 『金星 - なぞにつつまれた惑星』 1990
22. 『宇宙飛行士になろう』 1990
23. 『海王星 - 青い惑星』 1991
24. 『SFと科学の世界』 1991
25. 『冥王星 - はるかな惑星』 1991
26. 『天文学のいま』 1991